# Mleté maso

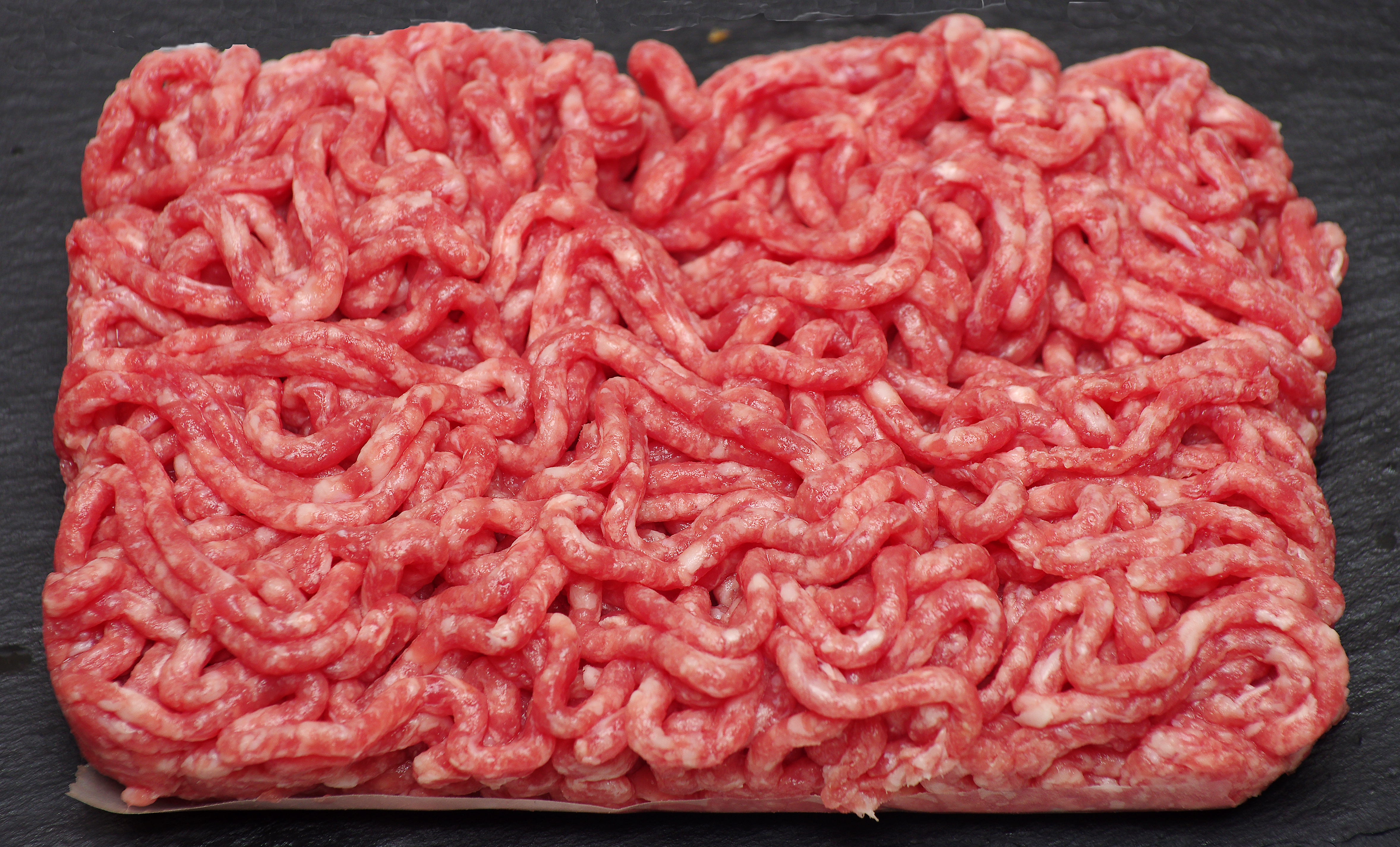
Mleté maso

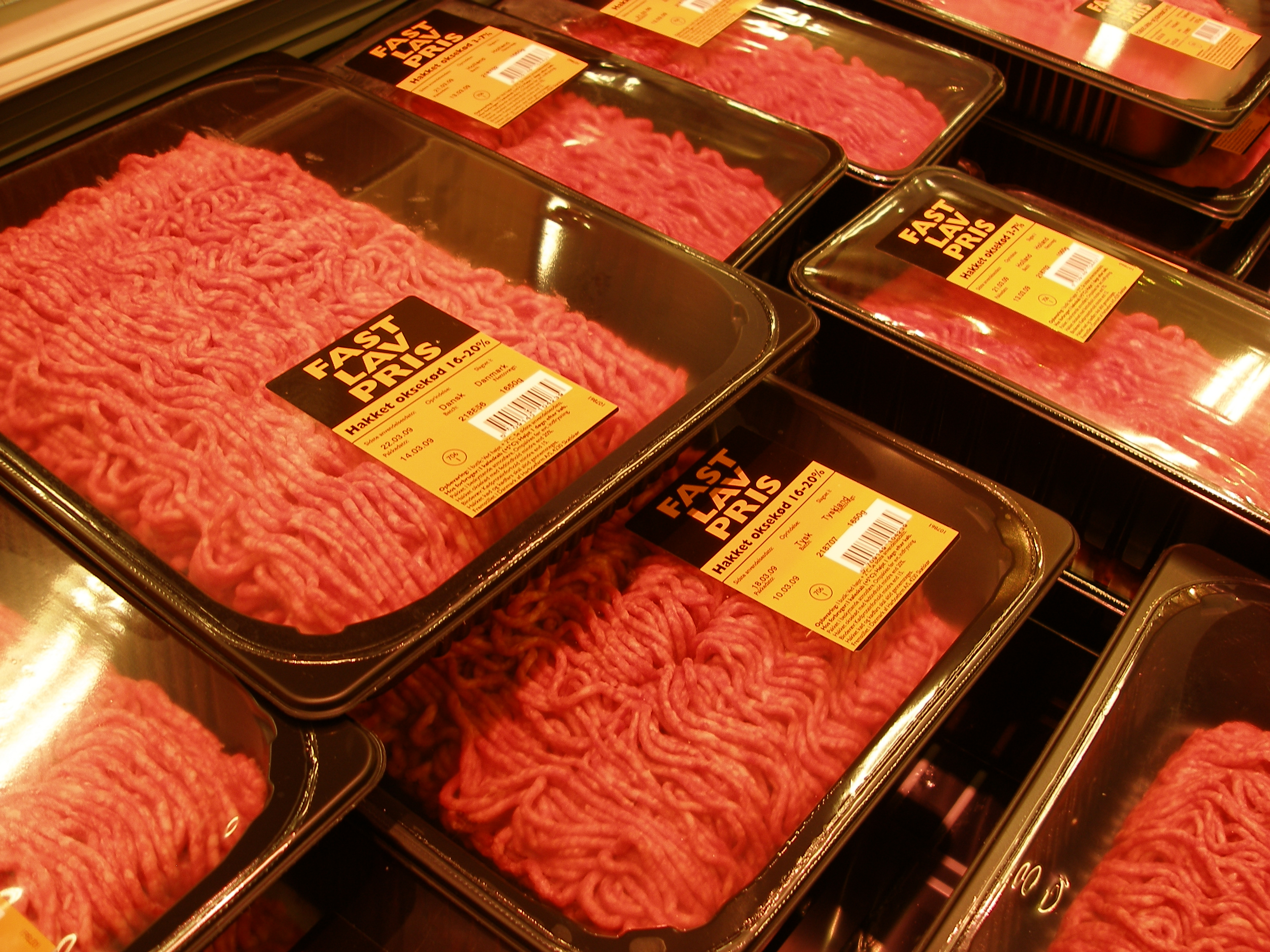
Balené mleté maso

Mleté maso je podle evropské legislativy vykostěné maso, které bylo drobně posekáno či namleto a obsahuje méně než 1 % soli. Tento produkt je klasifikován jako nezpracovaný nebo minimálně zpracovaný. Mleté maso, stejně jako čerstvé maso, ze kterého pochází, se kromě chlazení a balení (vakuově nebo v ochranné atmosféře) nijak průmyslově nezpracovává. Mleté maso podléhá snadno zkažení a je nutné jej v co nejkratší možné době po umletí zpracovat. Mleté maso zabalené v ochranné atmosféře lze skladovat v chladničce při teplotě od 2 do 4 °C déle, a to podle data použitelnosti uvedeném na obalu.
Mleté maso je základem pro přípravu mnoha pokrmů v různých kuchyních z celého světa. Mezi tyto pokrmy patří například karbanátky, čevabčiči či skotské vejce.

## Mletí
V domácnostech se ke mletí používá tzv. mlýnek na maso, který může být manuální či elektrický. V potravinářském průmyslu či v gastronomii, kde se masa mele více, se používají mlecí stroje. K mletí jsou vhodné v podstatě všechny druhy masa, v praxi se nejčastěji jedná o maso hovězí, vepřové a drůbeží.

## Legislativa Evropské unie
Podle legislativy platné v Evropské unii je mleté maso definováno jako vykostěné maso, které bylo namleté nebo drobně posekané a obsahuje méně než 1 % soli. K jeho výrobě lze použít pouze čerstvé maso (nebo již dříve vykostěné maso, pokud je vyrobeno ze zmrazeného polotovaru) z kosterního svalstva. Mezi použitou surovinou nesmí být části vzniklé při porážce, tedy žádné mechanicky oddělené maso, odřezky kostí nebo maso z hlavy (s výjimkou žvýkacích svalů) a žádné kusy z karpální nebo tarzální oblasti. Bezprostředně po výrobě musí být zabaleno a zchlazeno na vnitřní teplotu nepřesahující 2 °C nebo zmrazeno na -18 °C nebo nižší. Rozmražené mleté maso se nesmí znovu zmrazovat.
V Evropské unii může mleté hovězí maso obsahovat až 20 % tuku, u mletého vepřového pak až 30 % tuku. Mleté maso s obsahem tuku do 7 % může být na trh uváděno jako "libové".